# Stefan Weckbach
Stefan Weckbach (* 18. Juni 1949 in Offenbach am Main) ist ein deutscher Diplomat und seit 2011 Generalkonsul in Chennai.

## Leben
Nach dem Abitur in Offenbach am Main studierte Weckbach zwischen 1967 und 1972 Volkswirtschaftslehre an der Johann-Wolfgang-Goethe-Universität Frankfurt am Main und schloss dieses Studium 1972 als Diplom-Volkswirt ab. Im Anschluss war er von 1972 bis 1977 Wissenschaftlicher Mitarbeiter an der Johann-Wolfgang-Goethe-Universität Frankfurt am Main und danach bis 1980 Mitarbeiter in einem Steuerberatungsbüro in Offenbach am Main. In dieser Zeit legte er 1980 an der Johann-Wolfgang-Goethe-Universität auch seine Promotion zum Dr. rer. pol. mit einer Dissertation zum Thema Polit-ökonomische Untersuchung der Entstehung und Bewältigung städtischer Probleme vor.
1980 trat er in den Auswärtigen Dienst ein und fand nach Abschluss der Laufbahnprüfung 1982 zunächst Verwendung im Bundesministerium für Wirtschaft in Bonn sowie im Anschluss von 1983 bis 1986 an der Botschaft in Uruguay, ehe er danach bis 1989 Mitarbeiter der Botschaft in Ungarn war. Nach seiner Rückkehr war er bis 1990 im Auswärtigen Amt in Bonn tätig und wurde danach bis 1992 für eine Tätigkeit als Mitarbeiter der Bundestagsfraktion der SPD beurlaubt.
1992 kehrte er in den diplomatischen Dienst zurück und war zunächst bis 1994 Ständiger Vertreter des Generalkonsuls in Rio de Janeiro sowie daraufhin von 1994 bis 1997 Leiter eines Arbeitsstabs im Auswärtigen Amt. Nach einer darauf folgenden Verwendung an der Botschaft in Argentinien war Weckbach zwischen 2001 und 2004 stellvertretender Leiter der Ständigen Vertretung bei der UNESCO in Paris. Danach war er bis 2008 an der Botschaft in Spanien tätig sowie zwischen 2008 und 2011 Ständiger Vertreter des Botschafters in Sri Lanka.
Seit August 2011 ist Dr. Stefan Weckbach Generalkonsul in Chennai. Als solcher gehörte er unter anderem zu den Teilnehmern einer Veranstaltung der Konrad-Adenauer-Stiftung mit dem Direktor des European Centre for Energy and Resource Security (EUCERS) am King’s College London, Friedbert Pflüger, über Energie- und Wirtschaftszusammenarbeit mit Indien. sowie des  Indo-German Automotive Industry Forum in Chennai.

## Veröffentlichungen
- Der aktive Konsument, Kommunikation und Kooperation : Untersuchung über Möglichkeiten funktional angemessener, frühzeitiger Einflussnahme der Konsumenten auf das Güterangebot, Mitautoren Christine Czerwonka, Günter Schöppe, Göttingen 1976